# Gare de Pérols
Gare de Pérols vasútállomás Franciaországban, Pérols-sur-Vézère településen.

## Vasútvonalak
Az állomást az alábbi vasútvonalak érintik:
- Palais-Eygurande-Merlines-vasútvonal

## Kapcsolódó állomások
A vasútállomáshoz az alábbi állomások vannak a legközelebb:
- Gare de Bugeat
- Gare de Jassonneix